# Dépôt de locomotives de Liuzhou
 (juillet 2022).
Le dépôt de locomotives de Liuzhou (en chinois :柳州机务段) est un dépôt de locomotives qui appartient au bureau des chemins de fer de Nanning. Il est situé à Liuzhou et a été fondé en 1942. 

## Modèles équipés
- China Railways DF4B

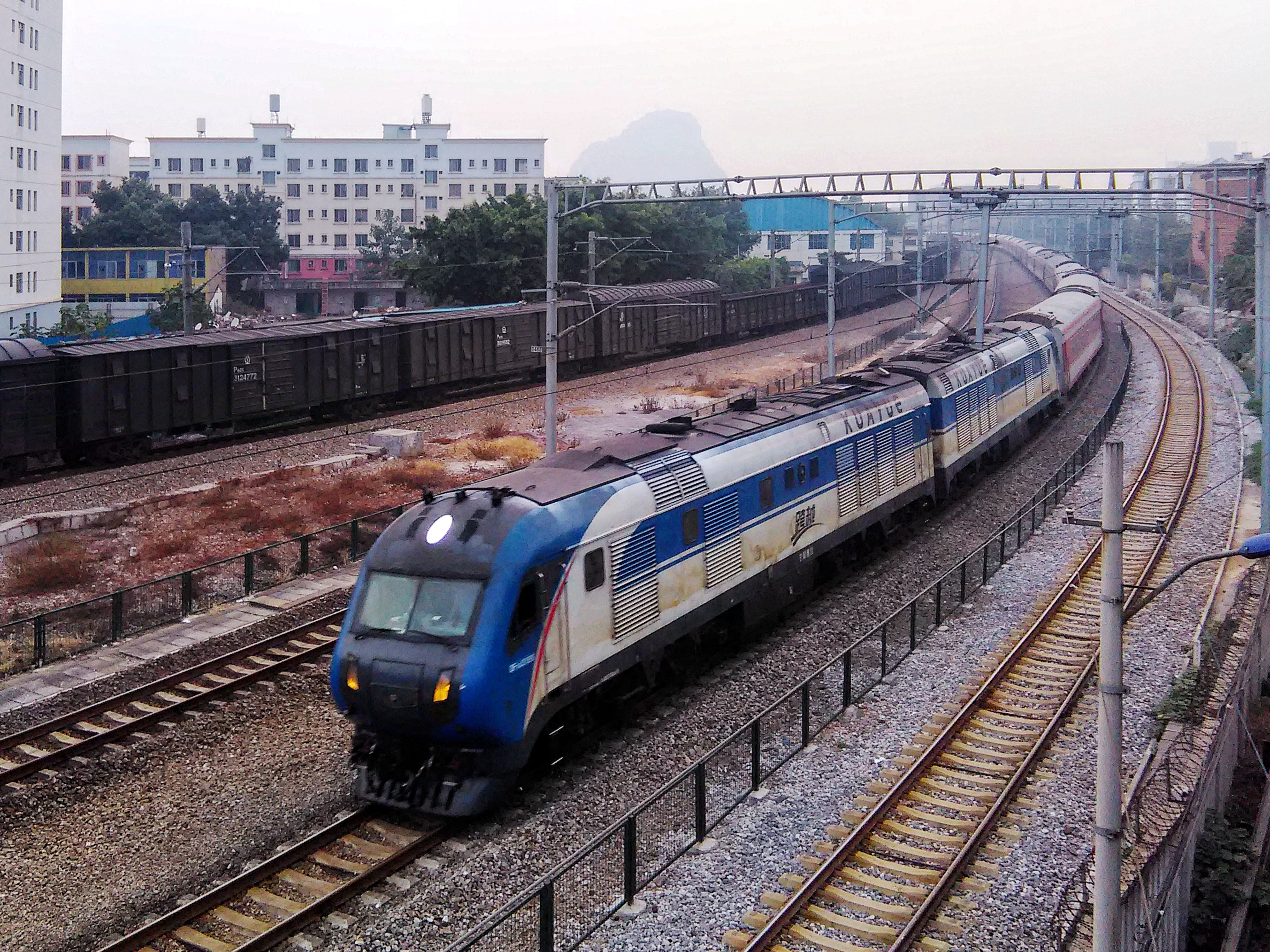
Les locomotives DF11G 0189 & 0190 du dépôt de locomotives de Liuzhou remorquant le train de voyageurs express K457 au chemin de fer interurbain Liuzhou-Nanning.

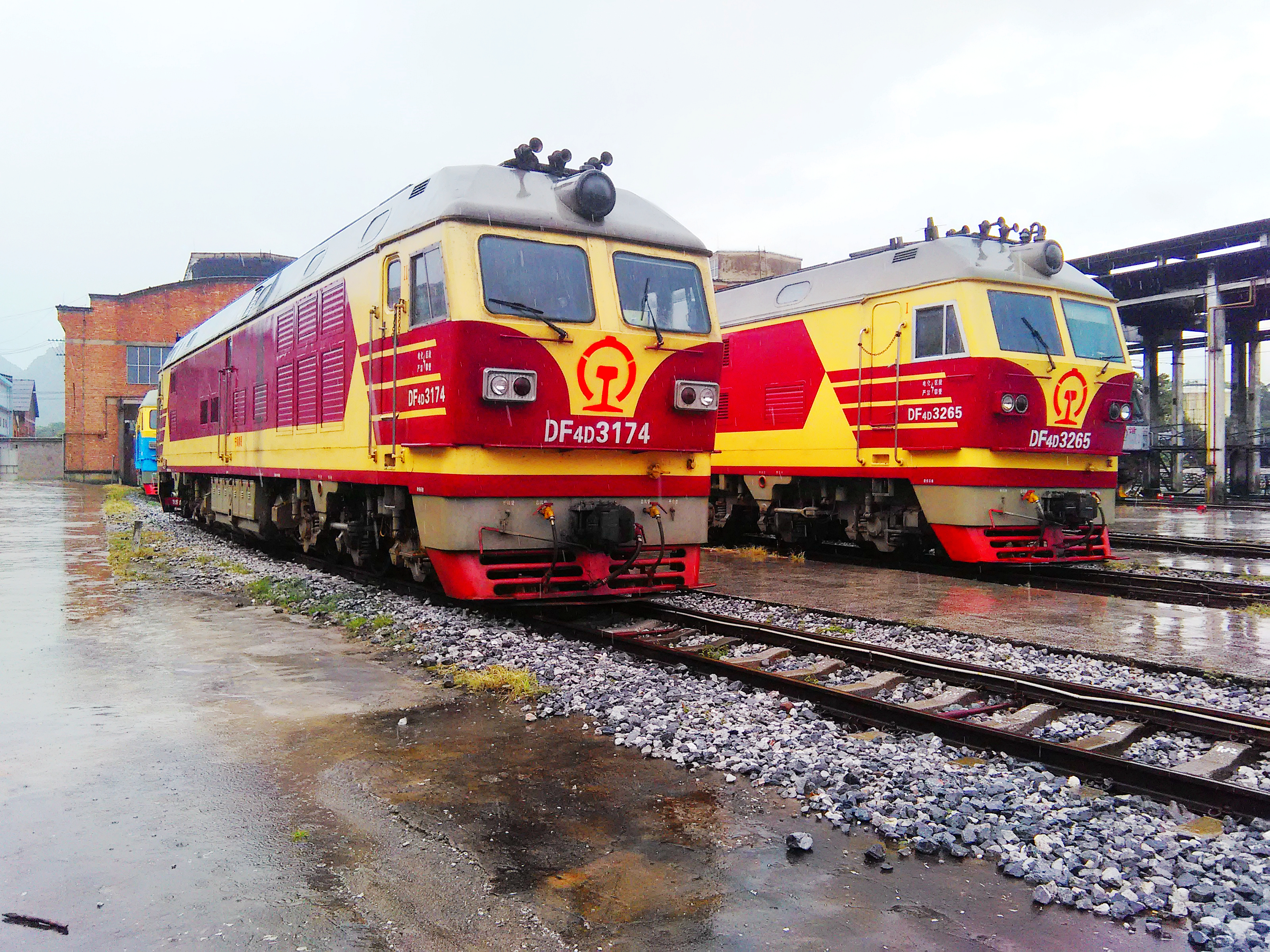
Les locomotives DF4D 3174 & DF4D 3265 dans la zone des locomotives de Guilin.

- China Railways DF4D (séries 0000 et 3000)
- China Railways DF5
- China Railways DF7G (série 0000)
- China Railways DF8B
- China Railways DF11G
- China Railways GKD1
- China Railways HXN5B
- China Railways SS3
- China Railways SS3B
- China Railways SS7
- China Railways HXD3C[2]

## Modèles dominant
- China Railways DF4C
- China Railways DF4D (séries 4000 et 7000)
- China Railways HXD1D
- China Railways HXD3D

## Modèles retraités

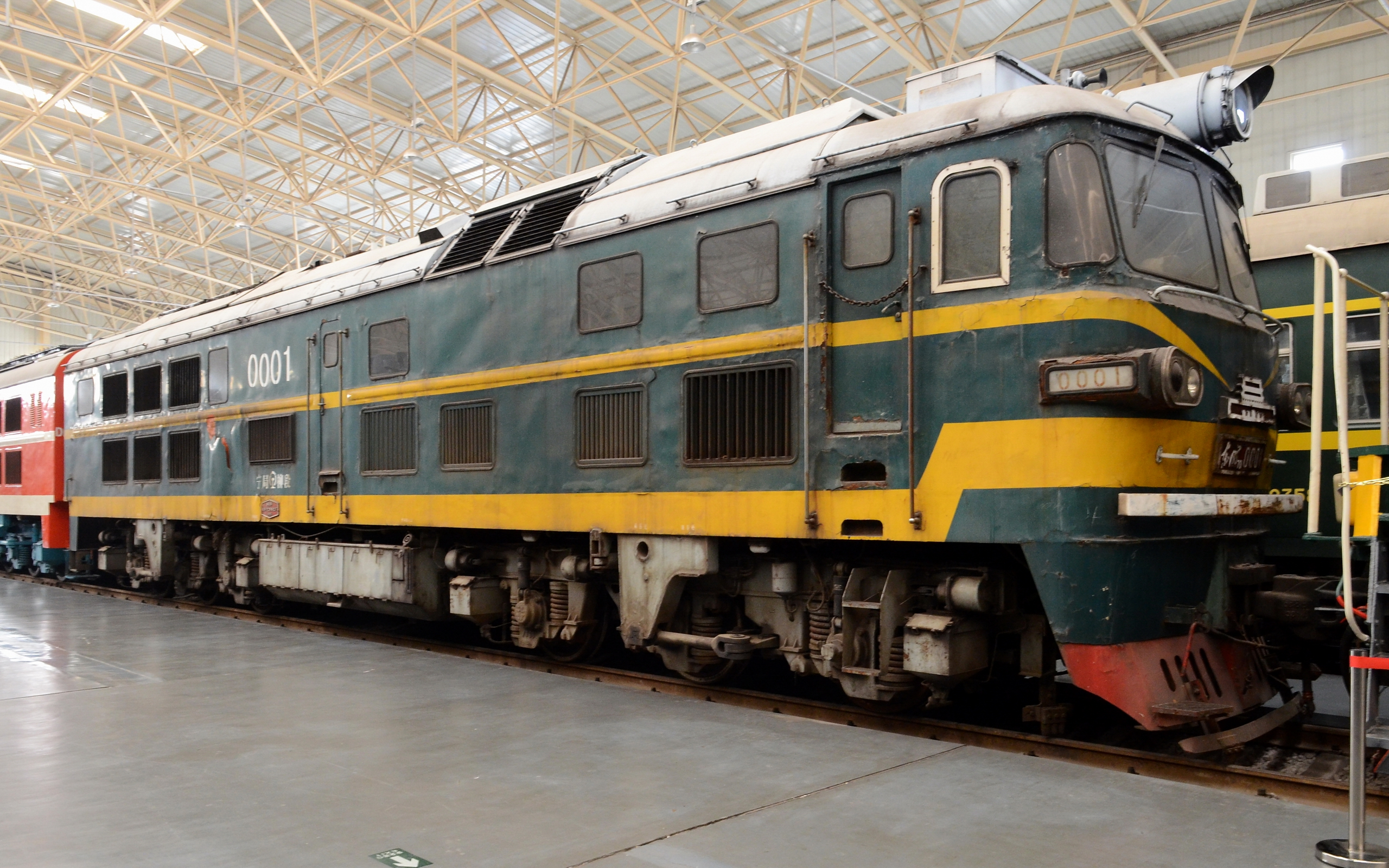
DF7D 0001 est conservé au China Railway Museum

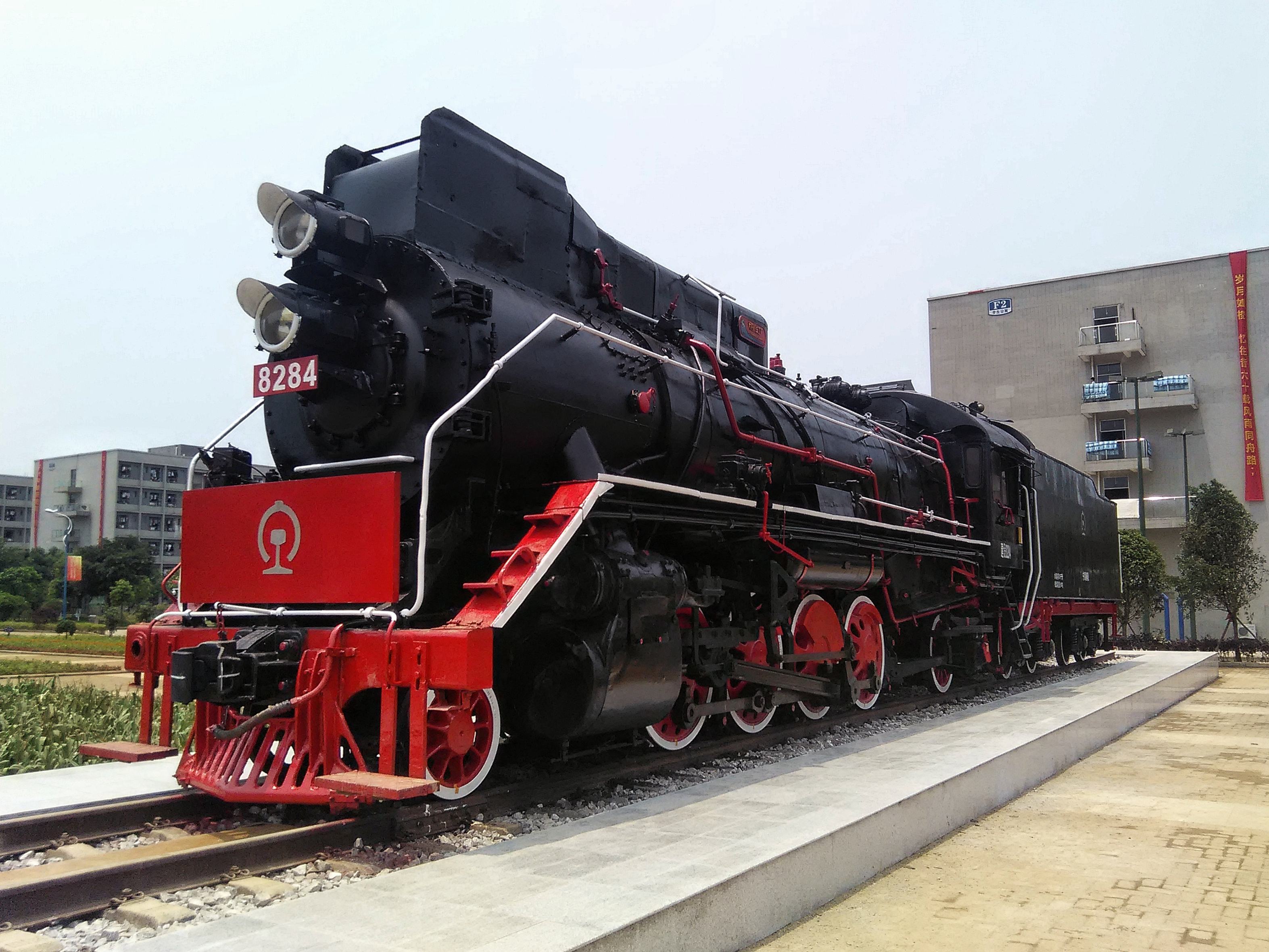
JS 8284 est conservé au Liuzhou Railway Vacational Technical College. Il appartenait au dépôt de locomotives de Jinchengjiang, au bureau des chemins de fer de Liuzhou avant sa retraite. Cependant, il peint maintenant "Liuzhou Locomotive Depot, Nanning Railway Bureau".

- China Railways DF
- China Railways DF2
- China Railways DF7D
- China Railways DF10
- China Railways FD
- China Railways JS
- China Railways JF
- China Railways JF11
- China Railways KD7
- China Railways QJ
- China Railways SL6

## Agences subordonnées
- Zone de locomotives de Guilin (ancien dépôt de locomotives de Guilin) [3]
- Zone de locomotives de Jinchengjiang (ancien dépôt de locomotives de Jinchengjiang)
- Zone de locomotives de Rong'an (ancien dépôt de locomotives de Rong'an)

## Sources et références
1. ↑  柳州市志第四卷，铁路交通志，第三章 技术设备，第一节 机务, the Difangzhi of Guangxi Website(Chinese)
2. ↑  首批“和谐号”电力机车在广西柳州试运行 _中国广播网_2013年10月23日
3. ↑  桂林市志第四卷，交通志，第三章 铁路，第一节 设备, the Difangzhi of Guangxi Website(Chinese)